# Lleó de Kakhètia
Lleó fou rei de Kakhètia del 1520 al 1574. Nascut el 1504, era fill de Jordi II de Kakhètia conegut com a Av-Jordi. El 1513 va eludir ser capturat pel rei David X de Kartli i es va amagar a les muntanyes, des d'on va aconseguir recuperar el poder el 1520 i va ser coronat el mateix any. Casat amb Tatiana filla de Mamia I Gurieli de Gúria, de la que es va divorciar el 1529 i es va casar amb una filla de Shamkhal Kamal Kara-Musel, príncep de Tarku. Fou assassinat pel seu fill Alexandre II de Kakhètia el 1574.